# Toronto Blue Jays
El Toronto Blue Jays és un club professional de beisbol canadenc de la ciutat de Toronto que disputa la MLB.

## Palmarès
- Campionats de la MLB (2): 1992, 1993
- Campionats de la Lliga Americana (2): 1992, 1993
- Campionats de la Divisió Est (5): 1985, 1989, 1991, 1992, 1993

## Evolució de la franquícia
- Toronto Blue Jays (1977–present)

## Colors
Blau, negre, grafit, argent i blanc.

## Estadis
- Rogers Centre| (1989-present)
  - SkyDome (1989-2005)
- Exhibition Stadium (1977-1989) |

## Números retirats
- Jackie Robinson 42